# Gehn wie ein Ägypter
«Gehn wie ein Ägypter [Caminando como un egipcio]» es un sencillo de Die Ärzte. Es la primera canción y el primer sencillo del álbum Ist das alles? (13 Höhepunkte mit den Ärzten). Se trata de una versión de la canción Walk like an Egyptian de The Bangles.

## Canciones
1. "Gehn wie ein Ägypter" (Die Ärzte/Liam Sternberg) - 2:23
2. "...Liebe (Instrumental)" (Urlaub) - 4:00

### Maxi
1. "Gehn wie ein Ägypter (Verlängerte Fassung)" (Die Ärzte/Liam Sternberg) - 4:38
2. "...Liebe (Instrumental)" (Urlaub) - 4:00
3. "Gehn wie ein Ägypter (Single Version)" (Die Ärzte/Liam Sternberg) - 2:23

## B-sides
"...Liebe" es una versión instrumental de la canción "Geschwisterliebe" de "Die Ärzte".
- Datos: Q5876589